# Tampa (Kansas)
Tampa è un comune (city) degli Stati Uniti d'America della contea di Marion nello Stato del Kansas. La popolazione era di 112 abitanti al censimento del 2010.

## Geografia fisica
Tampa è situata a 38°32′55″N 97°09′18″W (38.548493, −97.154893).
Secondo lo United States Census Bureau, ha un'area totale di 0,18 mi² (0,47 km²).

## Storia

### Storia iniziale
Per molti millenni, le Grandi Pianure del Nord America erano abitate da nomadi nativi americani. Dal XVI secolo al XVIII secolo, il Regno di Francia rivendicò la proprietà di vaste zone nel Nord America. Nel 1762, dopo la guerra franco-indiana, la Francia cedette segretamente la Nuova Francia alla Spagna, secondo il trattato di Fontainebleau.

### XIX secolo
Nel 1802, la Spagna restituì la maggior parte delle terre alla Francia. Nel 1803, la maggior parte delle terre dell'odierno Kansas furono acquistate dagli Stati Uniti dalla Francia come parte dell'Acquisto della Louisiana di 828.000 miglia per 2.83 cent ad acro.
Dagli anni 1820 agli anni 1870, una delle rotte terrestri più significative negli Stati Uniti era il Santa Fe Trail. Si trovava lungo il margine di quello che sarebbe diventato Tampa. Due segnalini del Santa Fe Trail si trovavano sul sentiero vicino a Tampa. Il sentiero era attivo attraverso la contea di Marion dal 1821 al 1866.
Nel 1854, fu organizzato il Territorio del Kansas, e 1861, il Kansas divenne il 34º stato federato degli Stati Uniti. Nel 1855, la contea di Marion fu creata all'interno del Territorio del Kansas, che comprendeva la terra dell'odierna Tampa.
Nel 1887, la Chicago, Kansas and Nebraska Railway costruì una linea principale da Herington attraverso Tampa a Pratt. Nel 1888, questa linea fu estesa a Liberal. Successivamente, venne estesa a Tucumcari, Nuovo Messico, ed El Paso, Texas. Preclusa e rilevata dalla Chicago, Rock Island and Pacific Railroad nel 1891, nel 1980 fu chiusa e riorganizzata come Oklahoma, Kansas and Texas Railroad, la quale si fuse nel 1988 con la Missouri Pacific Railroad, e infine si fuse nel 1997 con la Union Pacific Railroad. La maggior parte della gente locale si riferisce ancora a questa ferrovia come "Rock Island".
La Golden Belt Town Company disegnò il piano della città di Tampa nel 1887. Si dice che la fonte del nome della città sia stata suggerita da un ingegnere ferroviario che guidò uno dei primi treni attraverso Tampa. Tampa fu incorporata come città nel 1908.
Un ufficio postale fu creato a Tampa il 17 aprile 1888.

## Società

### Evoluzione demografica
Secondo il censimento del 2010, la popolazione era di 112 abitanti.

### Etnie e minoranze straniere
Secondo il censimento del 2010, la composizione etnica della città era formata dal 98,2% di bianchi, lo 0,0% di afroamericani, l'1,8% di nativi americani, lo 0,0% di asiatici, lo 0,0% di oceanici, lo 0,0% di altre razze, e lo 0,0% di due o più etnie. Ispanici o latinos di qualunque razza erano lo 0,9% della popolazione.